# Eva Fernández i Lamelas
Eva Fernández i Lamelas   (Barcelona, 1957) és una infermera, antropòloga i activista catalana. Va ser presidenta de la Federació d'Associacions Veïnals de Barcelona del 2004 al 2010 i ha format part de la Junta de l'Observatori DESC i del consell assessor de la Directa.
L'any 2016 va doctorar-se en antropologia a la Universitat Autònoma de Barcelona, amb una tesi sobre el paper de les dones en el moviment veïnal en el cinturó industrial de Barcelona durant la Transició. Col·labora en la plataforma «No a la Copa Amèrica», contrària a la celebració d'aquest esdeveniment de l'esport de vela que, com va ocórrer amb els Jocs Olímpics el 1992, genera gentrificació de barris, turisme massiu i llocs de treball precaris. En les eleccions municipals de 2023 va formar part de la candidatura de la CUP per a l'alcaldia de Barcelona.